# 한국의 과학기술
아래는 한국의 과학기술에 대한 설명이다.

## 한국현대의 과학기술
한국의 과학사에서 본격적인 출발점은 흔히 3·1운동 이후로 잡아진다. 개화기에 싹텄던 국민의 과학에 대한 관심은 초등교육의 확장과 처음 보는 전문교육기관의 등장으로 현대과학교육에 한걸음 접근했으나, 무단정치에 의한 억압적 교육과 일인과의 차별대우, 구미문화에 접할 기회상실 등으로 구한말에 보였던 의욕적인 면모를 찾을 길이 없어졌다. 그러나 일제하에서 망국의 설움 끝에 3·1운동을 일으켜 국권의 회복을 꾀했으나, 일제의 무력 앞에 좌절되자 국민은 스스로의 힘을 키워야 함을 자각했고, 일제의 무단정치로부터 이른바 문화정치로의 전환은 이 같은 움직임에 큰 계기를 마련하여 주었다. 더욱이 사상 최초의 과학전쟁이었다고 할 제1차세계대전의 충격과 대전의 종말로 시작되는 세계과학사의 현대기는 세계적으로 과학기술의 중요성을 인식시켜 주었다.  3·1운동 이후의 총독정치는 일인이 말하는 이른바 수성기(守成期)로서 일본의 식민지 과학기술정책은 전환을 하지 않을 수 없었다. 그것은 성장하는 일본의 자본주의가 제1차세계대전에 편승한 호경기를 겪고 나서 유리한 자본투하의 시장을 한국에서 발견하였기 때문이다. 그들은 한국에서 값싸고 풍부한 노동력과 전력 자원을 이용함으로써 한국이 가지는 군수자원을 개발하여 대륙 침략의 병참기지를 만들려는 것이었다.  이와 함께 과학을 배워야겠다는 민족적인 열망은 민립대학 건립운동으로 나타나, 비록 실패는 하였으나 총독부의 경성제국대학 설립(1926년)으로 한국에 처음으로 대학이 설치되었다. 또한 1922년 영등포 공장의 준공에 의한 경성방직의 본격적인 조업 등 민족기업이 일어났고 1924년에는 '공업적 지식의 보급과 발명정신의 향상'을 내걸고 발명협회가 발족되어 한국 최초의 본격적인 과학지 <과학조선>(1933년 창간)을 내놓을 발판도 마련하였다. 이 같은 과학에 대한 여망은 1930년대에도 변치 않았고 흥남질소비료공장(1932년 준공), 수풍댐 건설공사(가동은 1941년) 등으로 더욱 가속화하였다. 그 속에서 과학지식 보급회의 활동은 활발해졌고 1934년 4월 19일의 <과학데이>는 전국민의 관심을 끌었다.  이 때에 일본은 만주를 강점하고 1937년 중일전쟁에 접어들었으며 한국의 산업구조는 일부 군수공업 건설까지 곁들여 중공업방향으로 전환하는 듯했으나 그것은 한국의 과학기술 발전과는 아무런 상관이 없는 것이었다. 그것은 완전히 일본인의 것이었고 한국인은 값싼 노동력을 제공했을 뿐이다. 결국 이 같은 발전은 정상적인 것이 아니라는 점에 문제가 있다. 군수산업의 일방적이고 기형적인 발전일 뿐이어서 공업의 발전을 뒷받침하고 함께 진보했어야 할 기초과학의 연구나 개발은 조금도 추진하려 하지 않았다. 1941년 일본이 태평양전쟁에 접어들자 한국의 군수기지화는 더욱 박차를 가하고 경성제국대학 이공학부의 설치(1938)에 이어 기술계 고등교육기관의 확충이 계속되는 속에서 광복을 맞았다.

## 과학기술교육
3·1운동 이후 사이토(齋藤) 총독의 부임과 때를 같이하여 이른바 문화정치의 시기로 1920년 임시교육조사위원회를 두어 학제개혁의 기초조사를 위촉하였다. 그 결과 임시 조치로 취해진 것이 고등보통학교와 여자고등보통학교의 규칙개정에 의한 외국어 교과 필수화이고, 이과(理科)를 박물(博物)·화학으로 나누고 산술을 수학으로 고쳤다. 그리고 1920년 11월에 보통교육에서도 교육령 일부 개정으로 수업연한을 6년으로 할 수 있게 하여 일본 소학교와 같은 정도의 교육이 가능하게 하였다. 이 같은 응급조치에 이어 총독부는 1921년 2월 새로운 조선교육령을 공포, 각급 학교의 교육연한을 연장했다. 이 개정 중 특기할 것은 대학에 대한 규정을 만들어 한국과 일본인이 공학하게 되는 경성제국대학 설립의 길을 터서 한국 내에서 처음으로 대학교육의 실시를 보게 된 점이다. 1926년 경성제국대학은 법문학부와 의학부로 발족을 보았다. 한국의 교육사상 처음 보는 대학이었지만 주로 일본인 교육에 치우친 것으로 자연과학 계통에서는 일본인 7, 한국인 3의 비례로 학생을 뽑았다. 1938년에는 전시체제로 접어들면서 경성제국대학에 이공학부의 신설, 1943년 10월 전시 비상조치 방안에 따른 이공과 교육의 대폭 확장을 보게 되었다. 당시까지 한국 내에는 자연과학계통의 전문 이상 교육기관으로 관립대학 1(경성제국대학), 관립전문학교 5(경성의학전문, 경성공업고등, 수원고등농업, 경성광산전문, 부산고등수산), 공립전문학교 2(대구의학전문, 평양의학전문), 사립전문학교 5(아사히의학전문－전세브란스, 경성치과의학전문, 경성여자의학전문, 대동공업전문)개교가 있었다. 이 확충안에 따라 관립전문학교로 평양공업전문학교와 대구농업전문학교의 신설과 수원농림전문학교·경성공업고등학교·부산수산전문학교의 확충, 공립전문학교로 함흥의학전문학교·광주의학전문학교의 신설과 평양·대구 양(兩)의학 전문교의 확충, 사립전문학교로 아사히 의학전문학교와 경성치과의학전문학교, 경성약학전문학교의 확충이 이루어졌다. 그리고 특기할 것은 이와 때를 같이하여 한국 사학(私學)중 연희전문학교가 경성공업경영전문학교로, 보성전문학교가 경성척식경제전문학교로 강제 전환되었다는 사실로, 일제의 2차대전 말기의 탄압상태를 그대로 볼 수 있다.

## 산업기술
1910년 한일합병이 된 후 조선 총독부에는 농상공부가 있었고 이것은 다시 식산국과 상공국으로 나뉘어 일제의 수탈을 위한 공업기술의 진흥을 다루었다. 일제는 이 기구로 한국 내의 수탈과 대륙침공의 밑바탕을 삼기 위하여 한국의 산업기술 흥륭의 제조건을 100% 활용하였다. 처음엔 농업개발에 힘썼고 다음엔 농공병진책을 썼으며, 이른바 저들의 대동아 전쟁이 일어나기 전후해서는 공업발전을 위해 적극적으로 힘을 썼다. 한국의 공업에 혁명기가 찾아온 것은 1930년대 초 풍부한 수력발전이 확보됨과 동시에 조선질소비료주식회사가 가동되면서부터였다. 그 이전에는 진정한 의미에서의 현대공업은 한국에 없었다고 해도 과언이 아니다. 일제는 이른바 만주·지나사변을 계기로 한국에 각종 산업기술을 일으켰으나 그것은 어디까지나 저희 나라 본토 산업기술을 압박하지 않는 한도 내에서의 일이었다. 본토의 산업 기술과 이해가 상치된다고 보았을 때는 가차없이 통제를 가하였다.  조선질소비료주식회사의 가동을 전후해서 공장 생산액은 1931년 이후 5년 동안에 3배 이상 팽창하였다. 1940년에 이르러서는 18억 7,360여 만 원에 달했는데 이것은 1912년에 비해 110여 배의 증가이다. 1941년에는 1931년에 비해 7배로 팽창하였다. 따라서 이 해에 비로소 공장 생산액은 한국 산업에서 압도적 수위를 차지해온 농산액과 어깨를 나란히 겨누게 됐고, 그 이듬해에 가서는 드디어 수위를 빼앗고 말았다. 일제가 대륙침공의 야욕을 품었기 때문에 이러한 과정을 통하여 한국의 산업기술은 비록 절름발이 형태이긴 하나 아무튼 발전을 본 것만은 사실이다. 각 분야별로 공업이 어떻게 일어났으며 어떻게 발전했는가를 보면 다음과 같다. 

## 업학
1930년 조선질소비료회사 가동 이래 화학공업은 급격히 성장하였다. 그리하여 1940년에는 공장수에서 2위, 직공수에서 1위, 생산액에서 2위라는 지위를 차지하였다. 그러나 공장수가 많은 것은 어유(魚油)공장 같은 원시적인 소규모 공장에 연유하는 것으로 내용적으로는 파행적인 성장을 했다. 그러나 조선질소비료주식회사 등 대회사에서 내는 화학제품은 다종다양하였다. 말하자면 한꺼번에 각종 신기술이 쏟아져 들어온 것이다.

### 인조비료공업
생산 양식이 고도한 것과 생산액이 크다는 점에서 손꼽혔다. 최초의 비료 공장은 1927년 5월 당시로서는 한국 내에서 최대의 자본금인 1천만 원(뒤에 6천만 원)을 들여 함경남도 함주군 흥남읍에 세운 조선질소비료주식회사이다. 이 회사는 압록강의 지류인 부전강을 둑으로 막아 산상에 일대 저수지를 만들어, 이것을 동해방면으로 역류시킨 다음 1천여 미터의 낙차를 만들어서 약 20만kW의 전력을 얻어, 이것으로 연 50만 톤의 유안을 생산하고, 관련되는 화학공업을 일으키기 위해 설립된 것으로, 1930년부터 가동되었다. 이 조선질소비료회사가 가동되기 전은 공업의 전시대라고 해도 과언이 아니다. 이 공장의 가동을 기점으로 해서 한국의 산업은 급격히 공업화되기 시작하였던 것이다. 이후 여러 회사가 진출하여 유안, 과인산석회, 석회질소, 요소석고(尿素石膏) 등은 완전히 자급자족이 가능하게 되었을 뿐더러 수출까지 할 수 있게 되었다.

### 석탄액화공업
이북에는 갈탄이 다량 매장되어 있었지만 열량이 적어서 연료로서는 부적당하다고 내버리고 있었다. 조선질소비료주식회사는 1932년 그것의 저온건류에 성공하여 이듬해부터 영안공장(永安工場)에서 각종 석유류, 파라핀 피치, 반성(半成) 코크스를 생산하기에 이르렀다. 이 회사는 직접 액화사업을 추진하다가 수소첨가에 의한 직접액화에 성공하면서 아오지(阿吾地)공장을 모태로 조선석탄공업주식회사를 설립, 1937년부터 해군의 지원을 얻어 가동을 시작했다. 이 공장에서는 그 밖에 메탄올, 포르말린, 인조, 수지도료, 울트로빈 등도 생산하였다. 이에 앞서 1936년 가을에 일선광업(日鮮鑛業) 주식회사가 야마도식(大和式, 전기한 조선석탄공업은 해군식) 석탄저온건류공장을 설립하였으나 생산품은 가정용 코울라이트, 타르에 그쳤다.

### 정유공업
본격적인 첫 정유공장은 1935년 3월에 자본금 1,000만 원으로 원산에 세워진 조선석유주식회사이다... 그보다 좀 앞서 다치이시상점(立石商店)의 제유공장이 부산에 설립되기는 했지만 규모는 크지 않았다. 아무튼 두 회사에서는 원유를 정제하여 전자는 가솔린·중유·경유·등유·기계유·후자는 기계유와 경유를 정제하였다.

### 유지공업
식물유 제조공업은 깨, 아마, 면실(棉實), 옥수수 등 채유원료가 풍부하여 일찍부터 발달은 했지만 모두가 소규모 공장의 테두를 벗어나지 못하였다. 대두유 공장으로서 큰 것으로는 1933년에 청진에 설립된 북선유지주식회사이고 또한 조선질소비료주식회사에서 추출법에 의한 대두유를 만들어 이로부터 황화유(黃化油) 기타 가공유를 만들고 동시에 대두박(大豆粕)을 가지고 조미료를 만드는 공장으로서 1935년 4월 자본금 1,000만원짜리 대두화학공업주식회사를 설립하였다.  어유제조업은 대량으로 잡히는 정어리에서 어유를 얻어 냈으나 대개가 원시적인 생산양식을 쓰는 소규모 공장들이었다. 명태에서도 간유를 얻어 내기도 했으나 두드러지게 볼 만한 것은 없었다. 본격적인 규모로 각종 비누를 만들기 시작한 것은 역시 조선질소비료주식회사 흥남공장으로서 1935년부터였다. 그 뒤 조선유지주식회사와 협동유지주식회사에서 각종 비누를 만들었으며, 기타 10개 공장에서 만드는 것까지 합치면 자급자족은 물론, 수출이 가능했다.

### 제지 및 펄프공업
제지공업의 역사는 심히 오래고 내용적으로도 꽤 발달한 편이어서 1940년 현재 제지공장수만도 약 200개에 달하였다. 그러나 근대적 제지공장은 오지(王子)제지주식회사 신의주공장뿐이고 그 밖에는 모두 수초식(手抄式) 창호지생산을 위한 가내공업에 지나지 않았다. 포장지와 양지를 생산한 오지제지 외에 일본지를 만드는 용산공작주식회사 도지(道紙)공장, 면피(綿皮) 일본지를 만드는 조선제지주식회사가 그 뒤에 탄생했다. 한편 펄프공업은 1936년 11월에 가동한 북선제지화학공업주식회사 길주공장(인견용 펄프)이 처음 개척하였고 이어서 설파이·펄프를 제조하는 오지제지주식회사 신의주공장, 노초(蘆草)를 원료로 하여 인견용 펄프를 생산하는 카네부치실업주식회사 신의주공장이 1940년부터 가동하였다.

### 화공약품제조공업
1936년경부터 태반은 조선질소비료주식회사에서 제조하였다. 그 밖에 닛산화학(日産化學)공업회사 진남포공장에서 황산을 생산하였다. 부산물로는 카네부치실업주식회사와 북선산소공업주식회사에서 초산(醋酸)아세톤과 가성소다가 나왔다. 그리고 조선타닌공업회사에서는 타닌을 생산하였고, 대일본 니코틴 공업회사에서는 황산니코틴을 생산했으며, 일본 목재공업회사에서는 목재방부제를 생산하였다. 산소를 생산하는 회사도 서울에 생겼다.

## 한국현대의 금속공업
갈철광과 적철광 등의 우량한 제철원료가 풍부하여 제1차세계대전 중에는 금속공업이 왕성하게 되었다. 그리하여 급기야는 1918년에 이르러서 일본제철 겸이포제철소의 전신인 미쓰비시 제철공장이 가동을 보았다. 그 뒤 금속공업은 우여곡절을 겪었지만 화려한 발전을 보았다.

### 제철공업
가내공업적인 선철주물(銑鐵鑄物)공장은 다수 있었지만 선강(銑鋼)일관작업을 하는 곳은 1918년에 300톤급 용광로를 설치한 겸이포제철소(兼二浦製鐵所)뿐이었다. 그러다가 1937년에는 일본 고주파 중공업주식회사 성진공장이 가동되면서 고주파전기에 의한 특수강의 생산을 보기에 이르렀다. 또 미쓰비시 광업주식회사 청진광업소에서는 크루프식에 의한 루페생산을 하게 되었고 조선질소비료주식회사 흥남제철소에서는 바쎄법에 의한 선강일관작업시설을 갖추었으며 조선이연(理硏) 금속주식회사에서는 로터리·키룬식에 의한 특수강 생산체제를 갖추었다.

### 금제련공업
일본은 그들의 메이지 초년(1868)부터 청일전쟁 전년(1893)까지 제외국에서 수입한 금(金)의 총액이 약 1,230만 엔(일화 단위)이었는데, 그 중에서 한국에서 수출해 간 것은 835만 엔으로서 68%를 헤아렸다. 당시 한국에서는 금채취 사업은 하나의 공업(광업)으로서 성장하지를 못해 이익이 얕았기 때문에 본업으로 하는 사람이 없었고 궁한 농민이 흉작일 때 할 수 없이 종사하곤 하였다. 일본 사람들은 한일수교 조약에 의거, 곧 그들 나라의 화폐를 한국에서도 쓰도록 했는데 그 돈으로 금을 사가거나 차관의 저당으로 금광의 개발권을 얻든가 해서 막대한 금을 수입해 갔다. 한일합방 후에는 산금(産金)량의 증가에 따라 금제련공업도 현저한 발달을 보였지만 1935년경까지는 일본광업회사 남포공장 단 한 곳에서 금제련을 도맡아 했다. 그러다가 다음과 같은 시설 고장이 속속 건설되었다. 조선광업개발주식회사(용남 1928년 창립), 조선제련주식회사(장항 1935년 창립), 스미토모본사(住友本社) 원산제련소(원산), 삼성(三成)광업주식회사제련소(용암포), 중외광업회사 해주제련소(해주).

### 경금속공업
대장간의 규모를 벗어나지 못했던 금속공업이 속속 일어나는 가운데 경금속공업의 팽창은 특히 눈에 띄었다. 중일전쟁이 진행되고 있고 세계대전을 눈앞에 두고 있을 무렵부터 경금속공업은 더욱 눈부시게 발돋움을 했다. 우선 풍부하고도 싼 전력이 있고 원료광석인 명반석·마그네사이트·하석(霞石)이 넉넉하고 넓은 공장부지를 싸게 얻을 수 있었다는 것은 경금속공업 발전을 위한 절호의 입지조건이었던 것이다. 한국에서의 경금속공업의 효시는 조선질소비료계의 일본마그네슘금속주식회사가 마그네슘을 제조한 것이라 할 수 있다. 동 회사는 1934년 6월에 설립된 것으로 자본금 420만 원에 마그네슘금속 생산능력은 연 20,000톤 규모의 공장을 갖고 있었다. 한편 조선질소비료주식회사에서는 알루미늄제조도 겸함으로써 경금속공업계에서도 파이어니어 노릇을 하였다. 그 뒤를 이어 알루미늄을 조선이연금속주식회사와 서신화학공업주식회사에서 제조하였고 마그네슘을 대일본염업주식회사에서 제조하였다. 경금속공업이라고 하기는 좀 어렵겠지만 단천산(端川産)의 마그네사이트를 이용하여 클링커, 내화벽돌, 탄산마그네슘 등을 제조하는 것을 목적으로 1935년에 일본 마그네사이트화학공업주식회사가 설립되었다.

## 기계기구공업
1910년을 전후해서 조선공업이 발달했으나 오히려 뒤에 쇠퇴하고 여러 기계기구공장들은 일본 내에서 만든 것을 들여 오거나, 수선을 주로 했다. 차량제조를 하는 용산공작주식회사, 농업용 기계 생산을 하는 조선상공주식회사, 도량형기 생산을 하는 조선계기주식회사를 제외하고는 거의가 가내공업적인 소형선박(내연기관선), 농구용(農具用)기계, 자동차수리를 하는 것들이었다. 그러다가 1937년 이후에는 근대적 기계기구 공장이 속속 신설되기에 이르렀다. 조선기계제작소(광산기계생산), 조선중공업주식회사(각종 선박 기타 기계생산)를 비롯 약 30개의 새 회사가 생겨 착암기, 공기 압축기, 칠드볼, 너트, 볼트, 전동기, 변압기, 전기용접봉, 용접기, 피스톤링, 비행기, 가단주철제품(可鍛鑄鐵製品), 부선용디젤, 소형발동기선 등을 생산하였다. 특히 일본 히타치(日立), 도시바(東芝) 등 일본 내에 본거지를 둔 재벌회사 5대 메이커의 진출은 특기할 만하다. 그런데도 1945년 해방까지 기계기구 공업은 큰 발전을 보지 못하였다.

## 한국현대의 전기기술
3·1운동 이후 총독부의 이른바 문화정치가 시행된 1920년대에 전기사업은 급격히 번져 사업수 52, 발전력 38,000kW, 공급 시읍(市邑)수 258을 헤아리게 되었다. 총독부는 1923년부터 1930년까지 8개년 계속 사업으로(제2회 수력발전조사) 한국에서의 총발전수력지점 147개, 최대발전량 237만kW로 집계했다. 1930년대에 접어들기까지도 전기공급은 대부분이 소규모의 중유나 가스발전소를 이용하여 제한된 지역에 공급해 왔다. 그에 따라 설비의 중복과 통일되지 않은 체계 등을 나타내었으나 이 시기에 지방적 통일의 기운을 보이기 시작했고 대규모 수력전기 사업을 기도하는 경우도 잇달아 나타나는 상태에 있었다. 한편 1927년부터 흥남에 유안비료 31만 톤이 생산 가능한 질소비료공장을 건설해온 조선질소비료주식회사는 1929년 압록강의 지류인 부전강과 장진강 상류에 댐을 쌓기 시작하고 1930년에 발전소를 완공하여 도합 50만kW의 전력을 공급하였다. 이를 시발점으로 일본은 전기화학공업을 위한 대단위 수력발전소 건설사업을 계속하면서 1930년 조선전기사업조사회를 설치하여 발전계획과 송전망계획을 강구하였고 한편으로는 전력통제 방안을 세워 1932년에는 조선전기 사업령을 공포하였다. 만주를 강점한 뒤 압록강의 수자원에 착안한 총독부는 만주정부와의 협정을 거쳐 압록강수력발전회사를 창설하면서 발전소 7개소, 총출력 200만kW의 발전공사에 착수하였다. 이 사업은 제1차로 1937년 신의주 상류 60km 지점인 수풍댐 공사에 착수하여 1941년 60만kW의 전력을 만주와 한반도에 공급하여 일본의 군수산업 운영을 도왔다. 그러나 1937년 중일전쟁 이후 물가앙등으로 저렴했던 한국의 전력개발비는 점차 비싸져 개별적인 발전사업의 문제를 제기, 1943년 한반도를 단일화한 조선전기회사를 설립하여 한국 내의 발전시설을 매수하였다. 1945년 해방 직전 한국 내의 전기발전 능력은 172만kW를 기록하였다.

## 한국현대의 통신기술
일제가 한국에서 벌인 통신사업의 주요한 목적은 한국을 식민지로서 지배하고 대륙을 침공진출하기 위한 것이었다. 따라서 통신망을 확장하는 기본적인 시책은 정치, 군사 및 산업분야에서 우리민족을 보다 쉽게 지배하기 위한 방편으로서, 또 일본본토와 만주 및 중국북부와의 연락의 중계시설이거나 또는 한국에 깔려 있는 일본인 거류지를 중심으로 그들의 상가와 항만 및 공장 간의 연락을 위한 것을 목적으로 하였다. 1906년대 조선통감부 이래 40년 간을 두고 한국의 통신사업을 손아귀에 넣었던 시절에는 전화교환 가입자의 80% 이상이 일본인이었고 전기통신업무의 관리와 기술분야에서도 중요한 직책을 그들만이 독점함으로써 한국인의 기술습득을 억제하였다. 중일전쟁과 미일전쟁이 잇달아 일어나자 일제는 개인소유의 전화기까지 강탈하였고 우리의 한글전보마저 취급을 중단하였으며 전기통신 시설은 우리의 공중편익과는 전혀 상관 없는 것이 되어 버렸다.  그러나 40년의 긴 세월 동안 일제의 식민지 지배 및 대륙침략 의욕이 컸던 만큼 그들은 경비전화의 증설, 무선전신의 개시, 전화교환 시설의 공전식 또는 자동식으로의 개선, 무장하(無裝荷) 케이블의 부설 등 꾸준히 시설의 확충과 개량을 게을리하지 않았다는 것과 1935년 이후 원거리 통신의 신속과 정확을 위해 주요국 간에 자동전화와 방송시설 등을 갖추었다는 것은 주목할 만한 일이다. 또 제도면에서도 여러 가지의 근대적인 이용제도를 도입한 것은 사실이다. 그러나 이것이 우리민족의 과학기술발전에 해를 입힌 점이 컸을 뿐 결코 도움이 되지는 못하였다.

## 일제는 대륙침략과 식민지개발을 위하여 한국의 교통체계를 세우기에 노력하였으니 1919년 3·1운동 이후, 서구의 과학기술이 교통분야에 도입되어 발전된 과정을 살펴본다.

### 철도
1917년부터 7년 8개월 간 한국의 철도는 '한만철도교통 통일'이라는 구실 아래 만주철도회사에 위탁경영을 하였으며 1925년 3월 다시 총독부 직영으로 돌아왔다. 당시 한국의 철도는 총연장 2,672km, 역(驛) 수는 231개소, 종업원 수는 3,000명이었다. 차량의 제작과 수리는 일본과 한국 내에 설치된 관민공장이 맡았으나 한국에서 기관차를 처음으로 제작한 것은 1927년 서울공장제작의 '터우6' 2량이었다. 후에도 계속 제작하였으나 대부분의 기관차는 일제였다. 그러나 초기의 수입과 모방시대를 거치는 동안 한국 특유의 독창적인 설계와 기술로써 기관차를 제작하게 되었고 또 객차와 화차 제작에도 커다란 발전을 보았다.  1927년부터 경부·경의·호남·경원 및 함경선의 5대간선을 묶는 철도계획안에 착수하고 1928년 9월에는 함경본선, 1933년 8월에는 투먼선(圖們線), 1937년 11월에는 혜산선, 1939년 2월에는 만포선이 각각 준공되고 1934년에는 남조선 철도회사선, 그리고 1940년에는 경부선 등의 사철(私鐵)을 각각 매수해서 광궤(廣軌)로 개량하였다. 1933년에는 함북유성 이북의 철도를 만주철도회사에 위탁 경영케 해 나진에서 웅기 간의 철도를 부설하였다. 일제는 만주를 공략하고 이어 중국에 대한 침략전쟁을 시작하자, 군사적인 필요성에 따라 한국의 남북종관선의 보강에 착수하였다. 1939년 경부본선의 복선공사가 끝났고 1942년에는 중앙선이 개통되었다.  그러나 전쟁중의 한국철도는 군수물자와 인원의 수송량이 급증함으로써 혹사를 당한 것과 반비례로 보수에는 손을 대지 않아 1945년 해방 당시의 철도는 지칠대로 지쳐 있었다. 1945년 8월 현재 한국의 철도는 총 6,362km, 역(驛) 수는 726개, 종업원 100,527명, 기관차 1,167대, 객차 2,027량, 화차 15,352량을 갖고 있었다.

### 기관차
초기의 기관차는 모두 미국에서 구입, 사용하였다. 한국 철도사상 처음으로 등장한 기관차는 1899년 7월 인천공장에서 조립하여 경인철도에 사용한 '모가'형이다. 그 후 '푸러', '소리', '터우'형 등의 기관차를 계속 도입하였는데 그중 '터우'는 여객 및 화물열차 등 어느 쪽을 끌든지 적당하여 중용되었다. 1910년경에는 고속도용의 '아메'가 도입되었으며 1911년 독일에서 도입한 '푸러3'과 더불어 한국 최초의 '왈샤츠'식 밸브 장치를 하였다. 1913년에는 대형 '바루1'이 도입되었고 1914년 한국 최초의 과열증기 기관차 '터우5'가 미국에서 도입되었다. 1919년에는 '미카1', '미카2' 등 화물열차용의 기관차, 1921년과 1922년에는 '파시1', '파시2' 등 여객차용의 기관차를 각각 미국에서 도입함으로써 화물과 여객열차 전용의 기관차가 등장하였다.  1931년에는 서울공장에서 '푸러7', 1932년에는 '푸러8'이 제작되었는데 '푸러8'은 고속도로 주행용 기관차이다. 1934년에는 혜산선의 가파른 경사에 사용될 '사타'가 서울 공장에서 설계, 제작되었다. 한편 대륙교통이 발전하자 객차 및 화차의 연결량수가 늘어나면서 대형의 기관차가 필요하게 되었다. 서울공장은 1939년 '파시5' 및 '마터1' 등의 대형 기관차가 설계 제작되었다. '파시5'는 동륜직경 1,850mm의 한국 최대의 여객열차용 기관차가 되었고, '마터1'은 한국 최대의 화물열차용 기관차가 되었으며 화상면적 6.2m2를 갖고 자동식 탄공급장치, 급수온기 등 앞선 장치를 구비하였다.

### 자동차
한국에 자동차가 수입된 것은 1911년, 2대의 자동차는 관용으로 사용되었다. 1912년 일본인은 서울에서 승용차의 임대사업을 벌였는데 이것이 자동차 사업의 효시가 되었다. 1912년 8월 일본인들이 대구에서 대구－경주－포항 간의 부정기 버스운수 사업을 벌인 이래 전국 각지로 운수 사업이 번져 나갔다. 여객자동차 운수사업은 처음 104km의 영업노선을 가졌을 뿐이었지만 5년 후인 1917년에는 154명의 업자가 11,000km의 노선을 운행하게 되었고 이것은 대체로 사설철도에서 운영하였다. 한편 트럭사업은 여객사업보다 10년이 늦은 1926년부터 시작되었고 45명의 업자가 3,600km의 노선을 운행하였다. 그러나 1933년 자동차교통사업법이 공포되어 자동차사업은 사설철도 회사로 넘어가고 업체의 정리 통합, 중복노선의 정리, 도로의 확장 등으로 운영방식을 개선하였다.  1935년에 이르러 자동차사업은 본격적인 궤도를 타기 시작하였으며 233명의 버스 업자가 3,630대의 차량으로 29,489km의 노선을 운행하게 되었다. 그러나 미일전쟁이 터지자 일제는 1944년에 이르러 육운의 통제를 단행, 버스업은 '1도 1회사'로 업체를 강제통합시켰으며 화물사업은 조선화물자동차통제주식회사로 전담시켰다. 해방 직전인 1945년 4월 현재 한국의 자동차사업은 버스업자 14명으로 면허 대수는 766대, 택시업자 12명에 면허 대수 362대, 트럭업자 60명에 면허 대수 1,772대 등 극도의 위축상태에 있었다.

### 항공
한국의 항공교통은 1928년에 창설된 일본의 국책회사 일본항공주식회사의 지선으로 시작되었다. 당시 일본항공은 도쿄 및 후쿠오카(福罔)를 기지로 한국의 울산·서울·평양·신의주를 거쳐 중국의 다렌(大連)·칭다오(靑島)·톈진(天津)·베이핑(北平)·선양(江陽)·신징(新京) 등을 연결하는 국제노선을 갖고 있었고 다시 서울·함흥·청진 간을 잇는 국내노선을 운영하였다. 이 때 창설된 조선항공사업사는 이 노선과 접속을 시키는 서울－이리－광주선을 운행하였다. 1940년경에는 항로의 취항 빈도가 늘고 항공시설도 일부 개선되었으나 1941년 미일전쟁이 발발하자 일제는 민간항공기를 군용기로 전환하였고 항공기는 수송대로 개편되었다. 또 항공시설은 모두 군사시설로 바뀌고 말았다. 일제 말기에 이르러 안양과 부산에 비행기부품 및 조립공장이 설립되었으나 전쟁이 끝나고 해방을 맞자 자급자족을 시도하던 이런 계획은 공전해 버리고 민간항공체제는 무너지고 말았다.

## 한국현대의 의학 및 의료기술
1910년 한일합방이 강행된 이래 자주적인 문화의 발전을 이룩할 기회를 잃었으나, 의학분야에서는 서구의학(西歐醫學)과 접촉할 수 있게 되어 다른 분야에 비하면 발전이 컸다고 볼 수 있다. 일제시대의 의학기술은 주로 일본을 통해 세계 의학계의 정상(頂上)을 걷고 있던 독일의 의료기술을 받아들이고 기독교 각파들의 의료사업을 통해 미국의 의학을 직접 도입할 수 있게 된 것이다.  이보다 앞서 조선 말에도 청국(淸國)을 통해 서양의학의 한역서(漢譯書)들이 소개되면서부터 서구의학의 사상을 도입하는 데 자극을 주었으나 실질적으로 의학 발전에 이바지한 것이 거의 없었다. 그러나 일본이나 미국에서 도입한 의학지식은 우리의 의학교육과 의료행정의 주축이 되었다. 한말의 정치적 사정으로 말미암아 이 땅에 부식하기 시작한 일본의 의학지식은 주로 의학교육과 행정적인 위생시설에 커다란 영향을 미쳤으며 왕립병원과 세브란스병원 등을 중심으로 퍼져나간 미국의 의학기술은 의료면에서 크게 이바지한 것이다. 한편 의학의 기초 분야에서는 일제가 세운 경성제대 의학부를 비롯해서 경성·대구·평양 등의 의학전문학교와 미국의학을 전통으로 하는 세브란스의학전문학교에서 자연과학적인 방법을 통한 연구업적들이 많이 발표되었으며 이것이 훗날 우리의 의학발전의 터전을 마련하게 되었다.

## 한국의 과학기술정책과 연구개발
한국정부는 합리적인 과학기술 진흥사업을 추진하기 위하여 1967년에 과학기술진흥법을 제정·공포하여 과학기술 진흥에 관한 종합적인 기본정책과 계획을 수립하고, 그 시행 체제의 확립을 위한 종합 조정 기구로서 과학기술처(科學技術處)를 발족시켰다. 과학기술처는 산하에 한국원자력연구소와 국립지질조사소·중앙관상대·국립과학관 등의 직속연구기관을 두고, 또 한국과학기술연구소·한국과학기술정보센터·한국과학원·한국과학재단·과학기술진흥재단 등의 협력기관을 가지고 과학기술 정책과 행정 및 연구·개발 사업을 추진하고 있다. 과학기술처는 90개의 국·공립 연구기관과 101개의 대학연구소, 144개의 민간 연구기관과 긴밀한 유대를 가지고 있다.  1960년대에는 기반을 구축하고 제도를 정비하는 데 우선을 두어 과학기술 진흥 관계 법령의 제정과 제도의 신설, 국가 연구개발 체제의 정비, 인적 잠재능력의 조직화 등으로 발전의 기반을 조성하여 왔다.  1970년대에는 이미 다져진 기반을 더욱 공고히 하는 한편, 앞으로의 기술혁신에 대처해 나아가기 위한 과학 두뇌의 개발과 우수한 기능인력의 양성을 국가적으로 추진하고 대학의 기초연구 활동과 과학교육을 연계 발전시켜 한국 과학기술의 저력을 축적시켜 1980년대 도약의 시대를 준비해 왔다.  과학기술처는 국가 전체 연구개발 능력을 효율적으로 관리하기 위해 1980년 각 부처에 분산되어 있던 16개 과학기술계 정부출연 연구기관을 과학기술처로 이관, 8개 연구소로 통합조정했다. 1967년 1월 과학기술처가 발족된 이래 13년 만에 국내 과학계의 대수술을 단행한 셈이다.  연구소의 통폐합 방안은 한국과학기술연구소(KIST)와 한국과학원(KAIS) 및 KIST부설 해양개발소가 한국과학기술원(KAIST)으로, 한국원자력연구소와 한국핵연료개발공단이 한국에너지연구소로, 한국자원개발연구소와 종합에너지연구소가 한국동력자원연구소로, 한국표준연구소와 선박연구소 및 기계금속시험연구소가 한국기계연구소로, 전자기술연구소와 전기기기연구소 및 통신기술연구소가 한국전기통신연구소로, 한국화학연구소 및 인삼연구소와 연초연구소가 한국인삼연초연구소 등 8개로 통폐합됐다.  한편 1985년 2월 유전공학연구의 핵심기구가 될 유전공학센터가 2월 7일 한국과학기술원 부설기관으로 정식 발족됐다. 발족 이후 유전공학의 핵심기술개발과 관련 산업시장 개척, 유전자 은행의 설치·운영, 전문 인력의 양성 등을 추진 또는 수행해왔다. 또한 전자와 통신분야의 유기적인 기술개발체제를 강화한다는 정부 방침에 따라 전기통신연구소와 전자기술연구소가 통합, 전자통신연구소가 5월 29일에 출범했고, 전기 부분을 따로 떼어 맡은 한국전기연구소가 7월 1일 발족했다. 이 같은 통폐합의 배경은 정부출연연구기관의 유사기능을 재정리함으로써 운영의 효율화를 기하고, 최첨단 분야인 반도체 기술개발에 대한 범국가적 연구추진의 필요성이 강력히 대두됐기 때문이다.  고급인력의 국책적 양성이라는 차원에서 설립된 한국과학기술대학이 1986년 첫 신입생을 선발하여 과학고→과기대→과기원으로 이어지는 일관성 있는 두뇌수련을 가능케 할 것으로 기대된다. 한편, 연구개발을 위한 대외협력에 있어서는 종래의 대미·대일 위주에서 벗어나 유럽과 대만 등지로 폭을 넓힘으로써 국제기술협력에서의 다변화를 시도했다.  1988년의 과학기술 정책은 과학기술체제를 '모방'으로부터 '창조'로 전환한다는 방침 아래 창조적인 과학기술 인재를 확보하고 기초과학을 집중적으로 육성하기로 했다. 이를 위해 '기초과학 육성법'을 제정하고 '기초연구 지원센터'를 설립하고, 특정 연구비 1,050억 원(정부 650억 원, 민간 400억 원)을 투입, 최고집적반도체 개발, 고온초전도체 개발, 신물질 창출, 소프트웨어 핵심기술 등 첨단기술과 함께 고임금 시대에 대응한 자동화 기술 및 부품·소재 기술을 중점적으로 추진했다.  과학기술 개발의 주역인 고급과학기술인력양성계획에 대해서는 과학기술원의 학사 기능을 박사과정 중심으로 육성하고 과학고·과기대·과기원을 상호연계한 과학 경제교육 체제를 갖추는 한편 호남권(광주)에 '제2의 과학기술대학'을 설립하는 계획을 세웠다. 정보화 사회에 대비, 2001년까지 세계 5위의 소프트웨어 기술선진국으로 도약한다는 목표로 체신부·상공부 등 관련부처와 협조하여 정보 산업의 육성을 지원했으며 슈퍼 컴퓨터를 도입해 에너지 자원, 해양, 기상 및 기초 과학의 연구를 활성화시키는 초석을 마련했다.  과기처는 한국의 총발전량 중 53%를 원자력 발전소가 차지하고 있는 점을 감안, 원자력의 안정성 확보에 최대 역점을 두는 한편, 원자력발전 기술의 해외 의존도에서 탈피해 원자력기술의 자립화를 추진했다.

## 참고자료
- 이 문서에는 다음커뮤니케이션(현 카카오)에서 GFDL 또는 CC-SA 라이선스로 배포한 글로벌 세계대백과사전의 〈한국의 과학기술〉 항목을 기초로 작성된 글이 포함되어 있습니다.